# Rhodesiella chirapunjiensis
Rhodesiella chirapunjiensis är en tvåvingeart som beskrevs av Cherian 1992. Rhodesiella chirapunjiensis ingår i släktet Rhodesiella och familjen fritflugor.
Artens utbredningsområde är Meghalaya (Indien). Inga underarter finns listade i Catalogue of Life.